# 神盾局特工 (第七季)
《神盾局特工》第七季（英語：Agents of S.H.I.E.L.D. Season 7）於2020年5月27日在ABC首播，是根據漫威漫畫中的组织神盾局（國土戰略防禦攻擊與後勤保障局）改編，故事圍繞在探員菲爾·考森（克拉克·格雷格飾演）與其團隊的故事，由喬斯·溫登、傑德·溫登與茉莉莎·譚雀羅蘭開創，並繼續由傑德·溫登、茉莉莎·譚雀羅蘭和傑佛瑞·貝爾擔任節目統籌。
本季同時為《神盾局特工》的最終季，與第六季一樣共有13集。

## 製作
2018年11月，ABC在第六季開播前續訂《神盾局特工》第七季
，同時宣佈這將是本劇最終季。而第六季和第七季採取背靠背形式拍攝，所有主演全部回歸劇集拍攝工作；回歸的主演同時包含克拉克·格雷格繼續飾演菲爾·考森，而這次角色是以生物機械替身的「機械人」全新形象回歸；承接第六季的結尾內容。伊恩·德·卡斯泰克儘管被官方宣佈以主演形式回歸，但他因第七季開拍時剛好接拍其他劇集所產生的時間衝突，導致他的角色沒有出現在第七季的前十集中，僅在最後三集中以“特別客串”形式回歸。
此季加盟的演員同時包含海莉·阿特维爾和派屈克·華博頓，兩者分別在前幾季中客串佩姬·卡特和瑞克·史托納。但阿特维爾隨後否認她會出演第七季，而曾經出演過《卡特探員》的恩維爾·喬卡亞加盟此季，繼續飾演原劇中的角色丹尼爾·蘇薩，得以讓角色的故事延續。而在前幾季出演柯尼吉兄弟的派頓·奧斯華，這次同樣回歸劇組。

## 卡司

### 主要演員
- 克拉克·格雷格 飾演 菲爾·考森
- 溫明娜 飾演 梅琳達·梅
- 汪可盈 飾演 黛西·約翰森／震盪女
- 伊恩·德·卡斯泰克 飾演 里奧·費茲[註 1]
- 伊麗莎白·韓斯翠奇 飾演 潔瑪·西蒙斯
- 亨利·西蒙斯 飾演 艾爾方索·「麥克」·麥肯齊（英语：Al MacKenzie）
- 娜塔莉亞·科多娃-巴克利（英语：Natalia Cordova-Buckley） 飾演 埃琳娜·「溜溜球」·羅德里奎（英语：Yo-Yo Rodriguez）
- 傑夫·沃德 飾演 迪克·蕭

### 常設演員
- 喬爾·斯托佛（英语：Joel Stoffer） 飾演 伊諾克
- 路克·貝恩斯（英语：Luke Baines）和托拜斯·耶利克（英语：Tobias Jelinek） 飾演 路克
- 達倫·巴尼特（英语：Darren Barnet）和尼爾·布萊索（英语：Neal Bledsoe） 飾演 威爾佛雷德·「佛雷迪」·馬利克
- 塔瑪拉·泰勒 飾演 茜比爾
- 恩維爾·喬卡亞（英语：Enver Gjokaj） 飾演 丹尼爾·蘇薩
- 湯瑪士·E·蘇利文 飾演 奈森尼爾·馬利克
- 黛安·杜安（英语：Dianne Doan） 飾演 蔻拉
- 詹姆斯·派斯頓（英语：James Paxton (actor)） 飾演 約翰·蓋瑞特（英语：John Garrett (comics)）

### 客串演員
- 喬·瑞根和 飾演 凱恩
- 萊恩·格雷 飾演 亞布
- 帕頓·奧斯瓦爾特 飾演 恩尼斯特·哈澤·柯尼吉
- 喬瑟夫·寇布（英语：Joseph Culp） 飾演 富蘭克林·德拉諾·羅斯福
- 諾拉·澤荷特勒 飾演 薇拉
- 麥可·加斯頓（英语：Michael Gaston） 飾演 傑拉德·夏普
- 派屈克·華博頓 飾演 瑞克·史東納
- 卡麥倫·帕拉塔斯（英语：Cameron Palatas） 飾演 吉迪恩·馬利克
- 小西戴爾·崔雷特（英语：Sedale Threatt Jr. (actor)） 飾演 約翰·麥肯錫
- 寶琳娜·布根貝 飾演 莉拉·麥肯錫
- 奧斯汀·貝西斯（英语：Austin Basis） 飾演 羅素·費德曼
- 蒂佩·紐頓 飾演 蘿西·格拉斯
- 麥特和約翰·袁（英语：Matt and John Yuan） 飾演 洛尼和湯米·張
- 喬琳·安德森 飾演 歐嘉·帕欽可
- 芬·亞古斯（英语：Fin Argus） 飾演 高登
- 文峰 飾演 李
- 瑞秋·尚克 飾演 维多莉亞·漢德（英语：Victoria Hand）
- 史蒂芬·畢肖普（英语：Stephen Bishop (actor)） 飾演 布蘭登·甘博
- 卡珊卓·巴拉德 飾演 葛蕾絲·麥凱
- 比爾·柯伯斯（英语：Bill Cobbs） 飾演 年老神盾局特工
- 布莉亞娜·凡斯克斯（英语：Briana Venskus） 飾演 派珀
- 考伊·史都華（英语：Coy Stewart） 飾演 佛林特（英语：Flint (Marvel Comics)）
- 哈洛·哈皮·海克森 飾演 艾莉亞
- 麥西米利安·奧辛斯基（英语：Maximilian Osinski） 飾演 戴維斯

## 集數
| 總集數 | 集數 （季） | 標題                                                              | 導演               | 編劇                                                           | 首播日期      | 美國收視人數 （百萬） |
| --- | ----------- | ----------------------------------------------------------------- | ------------------ | -------------------------------------------------------------- | ------------- | --------------------- |
| 124 | 1           | 新政 The New Deal                                                 | 凱文·譚雀羅安      | 喬治·基特森                                                    | 2020年5月27日 | 1.82                  |
| 神盾局搭乘和風一號時間旅行至1931年的紐約市，潔瑪、黛西和麥克啟用機械考森，其擁有考森生前記憶和意識，開始慢慢消化腦中數據、補回這兩年發生的事情。但長生人同樣派人穿越回到過去試圖制止神盾局創立，一行人於是喬裝打扮融入過去經濟大蕭條社會，冒充皇家騎警偵辦一座堆積三具無臉屍體的詭異命案現場。調查發現長生人換臉冒充成本地警察，黛西和迪克隨後擊敗並捕獲一名前來清理後患的長生人，帶回和風一號審問。考森和麥克調查死在現場的私酒販，找到一間名為「劍魚」的地下酒吧，其由柯尼吉家族祖先恩尼斯特經營，靠他的情報推斷長生人即將暗殺現為紐約州長、次年當選美國總統的富蘭克林·德拉諾·羅斯福。得到恩尼斯特手下的年輕小夥佛雷迪協助，一行人混進羅斯福的晚宴，但發現敵人始終沒有下手。潔瑪實施機體過載的刑求手段，得知長生人的真正目標實為跟在考森一行人身邊的佛雷迪，而佛雷迪剛跟一位穿紅裙的神秘女子薇拉接頭，獲取一系列神秘藥瓶後遭到長生人襲擊。考森一行人出手相救擊退敵人，同時將受槍傷的紅裙女子帶回酒吧搶救，還被告知佛雷迪的姓氏為馬利克，是未來九頭蛇領袖吉迪恩·馬利克之父；為了不干預歷史進程，考森只能保護馬利克免受傷害。負傷的梅在伊諾克的監管下療傷靜養，隨後在他不注意的情況下清醒。                          |             |                                                                   |                    |                                                                |               |                       |
| 125 | 2           | 自知之明 Know Your Onions                                         | 艾瑞克·雷紐維爾    | 克雷格·提特利                                                  | 2020年6月3日  | 1.50                  |
| 迪克和麥克護送佛雷迪離開晚宴，決定繼續保護他前去向不明買家交貨，三人搭上火車遠離通訊範圍至不明地點。就在長生人四處尋找佛雷迪時，考森一行人將其聯絡人薇拉救醒後問出她身為九頭蛇間諜，不久前將亞拉伯罕·艾斯金研發的超級戰士血清原料交給佛雷迪送貨，並即將作為約拿·施密特的實驗血清。在和風一號上，梅清醒後似乎因之前負傷影響身心，毫無感情、不顧勸阻想出去幫同伴，迫使伊諾克盡其所能阻止她。即使考森一行人及時帶自願跟過來的恩尼斯特趕回飛機制止兩人打鬥，但梅對再次見到考森仍然一副冷漠的態度，隨即躺回冬眠艙。迪克和麥克陪馬利克坐一天的火車抵達目的地，同樣懷疑佛雷迪對送貨一事有所隱瞞，直到黛西及時向他們通報佛雷迪的身份與目的。黛西為了阻止九頭蛇壯大，命令拿槍的迪克殺死手無寸鐵的佛雷迪，但長生人在他們僵持不下時趕來發生交火。由於和風一號會在短時間內自動跳進下一個年代，迫使眾人爭分奪秒趕到迪克和麥克的所在地，而佛雷迪趁機拿走血清藥瓶、不顧恩尼斯特勸阻，與九頭蛇會合而保住組織的未來。長生人同樣撤退趕往時間跳躍點，讓考森一行人趁機撤回飛機。但伊諾克沒能及時在時間跳躍前趕回，獨身一人被困在1931年，只能回去為恩尼斯特工作、交流、把酒歡，一直等到神盾局出現的下一個年代。                           |             |                                                                   |                    |                                                                |               |                       |
| 126 | 3           | 來自未來的外星共黨 Alien Commies from the Future!                 | 妮娜·洛佩茲-柯拉多 | 諾菈·查克曼 ＆ 莉菈·查克曼                                     | 2020年6月10日 | 1.57                  |
| 神盾局全員穿越至1955年，降落在內華達州51區的古魯姆湖附近，得知51區當時作為神盾局其中一處研究基地。眾人推測長生人這次準備摧毀神盾局「赫利俄斯計劃」的離子聚變反應堆，進而殺死神盾局智囊團，由於反應堆還未完善，長生人同時將會犧牲一人作為供源。眾人首先綁架來自美國國防部的基地高層傑拉德·夏普，將他抓回和風一號上審問基地情報，但夏普寧死不屈而讓眾人無從查實。考森和潔瑪則喬裝成夏普以及佩姬·卡特潛伏進基地，查證內部人員是否有長生人間諜。然而，兩人碰巧撞見基地主管、同身為佩姬老搭檔的丹尼爾·蘇薩，導致身份被他識破而遭到關押。就在黛西喬裝成中情局人員進入基地解救考森和潔瑪時，兩名長生人間諜開始行動，迫使埃琳娜和梅同樣前來參戰。但在面對基地人多嘈雜的情況下，梅突然感到極度恐慌，就連埃琳娜也因先前被伯勞入侵過體內而無法使出異能力。眾人險些沒能及時阻止長生人炸毀基地，所幸黛西及時釋放考森和潔瑪，而潔瑪迅速完工基地中的電磁脈衝原型機，及時讓整座基地以及反應堆全面斷電。身為機械人的考森因此暫時停機，兩名長生人間諜在停機時一併自毀，蘇薩則重新控制住整座基地。這時，夏普為自己鬆綁後目睹和風一號全景，迫使麥克和迪克將他打昏後扔到沙漠，上演“外星人綁架”戲碼來蒙混過去。                            |             |                                                                   |                    |                                                                |               |                       |
| 127 | 4           | 如釋重負 Out of the Past                                          | 蓋瑞·A·布朗        | 馬克·萊納                                                      | 2020年6月17日 | 1.40                  |
| 考森恢復清醒後接受蘇薩偵訊，因體內系統出錯而視角變為黑白化，還能聽見“內心獨白”。考森同時意識到當天是1955年7月22日，蘇薩為霍華·史塔克遞送重要物品時殉職之日，於是首先冒充成蘇薩的聯絡人，得以慢慢將蘇薩引導至前往洛杉磯的火車上，同時秘密聯繫仍然在當酒保的伊諾克聯繫上和風一號。迪克和埃琳娜獲取蘇薩負責運送的物品「羅賽達石」，作為神盾局未來科技藍本，但一群九頭蛇成員現身劫走迪克，將他帶回去見到如今成為九頭蛇頭領的年長佛雷迪，其饒過迪克以償還24年前的“救命之恩”。麥克帶人救下在火車上受人行刺的蘇薩，而眾人注意到梅“喜怒無常”的舉止，經過查證得知她之前在恐懼維度的經歷，使她獲得靠接觸來體會他人情緒感受的異能。眾人隨後得知蘇薩死於九頭蛇之手，源於他發現九頭蛇已滲透進神盾局，而當時的蘇薩也不聽勸阻、執意前去完成他“最後的任務”，來到指定的酒店將貨交給史塔克的聯絡人。神盾局一致決定在不破壞歷史進程的情況下拯救他，事先在酒店裡將蘇薩擊昏送回和風一號上，再由考森喬裝成蘇薩上演中槍殉職的戲碼。蘇薩醒後得知自己已經“英勇犧牲”，並加入考森一行人的行列，神盾局集體時間穿越至1970年代進行下一環節。然而，長生人路克留在1955年協助馬利克擊垮神盾局。                                                       |             |                                                                   |                    |                                                                |               |                       |
| 128 | 5           | 牛奶裡的鱒魚 A Trout in the Milk                                  | 史坦·布魯克斯      | 艾登·巴格達奇                                                  | 2020年6月24日 | 1.37                  |
| 神盾局抵達1973年的紐約市，首先回到劍魚酒吧的神盾局慶功會，但卻發現本已在三年前去世的馬利克伴隨兩個兒子吉迪恩和奈森尼爾現身，與瑞克·史東納將軍共同準備開始「洞見計劃」的工程，意識到長生人正在修改歷史，營造屬於他們的未來。馬利克迅速認出曾經見過的考森，聯繫長生人前來將他們包圍，黛西挾持奈森尼爾做人質來突圍，同時在奈森尼爾面前展現異能。伊諾克及時開車趕來接上他們，但眾人剛回到和風一號上就馬上時間穿越至1976年；當日是洞見計畫的攻擊型人造衛星的發射日。潔瑪得知飛機突然穿越是源於長生人臨時更改計劃，面臨龐大壓力之下找伊諾克檢查“身體異狀”。考森和梅潛入發射衛星的燈塔基地，準備裝炸彈淹沒基地來制止。迪克和埃琳娜找到在家觀看衛星發射的馬利克，其用一張照片聲稱長生人已經預備好完美計劃，吸取之前教訓的迪克直接槍殺他。黛西和蘇薩遠程駭入燈塔的控制系統和監控，但奈森尼爾尾隨在後擊昏抓走他們，並聯繫獄中的丹尼爾·懷特霍詢問有關異能移植手術的情報。麥克剛準備下令淹沒燈塔，卻突然從監控錄像中發現基地中囚禁著自己的父母，使無法下手的他命令任務中止，而來不及撤退的考森和梅直接暴露被抓。麥克在危急之下駕駛和風一號發射導彈，雖然及時摧毀洞見計劃衛星，但也導致飛機整體暴露行蹤。                         |             |                                                                   |                    |                                                                |               |                       |
| 129 | 6           | 適者生存 Adapt or Die                                             | 艾普·溫諾爾        | DJ·多伊爾                                                      | 2020年7月1日  | 1.32                  |
| 衛星被擊毀不久，燈塔進入封鎖且自動向和風一號發射導彈，其中一枚導彈擊中飛機而使時間跳躍引擎嚴重受損。迪克、潔瑪和伊諾克努力搶修時，迪克碰巧撞見伊諾克正在檢查潔瑪頭腦中的某種裝置，一問才得知那是潔瑪自製的記憶抑制器，能封鎖她的一部分記憶來確保不洩露時間旅行機密以及費茲的藏身地點。另一邊，奈森尼爾綁架蘇薩和黛西，採用懷特霍的方法提取出黛西的一部分身體細胞而移植到其異能，然而一時無法控制住震動而被塌下來的屋頂砸昏，得以讓蘇薩帶著奄奄一息的黛西回飛機上治療。被關的考森和梅意識到三名基地重要官員都被長生人替換，於是及時逃脫救下遭長生人伏擊的史東納，同時讓他眼見為實。考森獨自進入藏於基地地下的長生人艦船，與長生人的預測者茜比爾交談，考森表示人類永遠不會屈服於侵略者，說完啟動炸彈而跟整艘艦船“同歸於盡”。麥克和埃琳娜潛入回燈塔救出他的父母，跟梅會合後受史東納的掩護而撤離。然而返航途中，梅感受不到麥克父母的情感，意識到他們同樣被長生人替换。麥克随即證實自己的父母本尊已被害，悲痛之下將這對冒牌貨摧毀後扔出戰機。眾人匯聚後時間跳躍至1982年，打擊沉重的麥克獨自外出散心，迪克剛出去追回他，整架飛機無預警地跳躍至下一年代，使他們兩人困於1982年。                                             |             |                                                                   |                    |                                                                |               |                       |
| 130 | 7           | 哼哈二將歷險記 The Totally Excellent Adventures of Mack and The D | 傑西·鮑奇克        | 布蘭特·佛烈契                                                  | 2020年7月8日  | 1.39                  |
| 麥克和迪克受困1982年，接連失敗導致身心消沉的麥克，在後來的一年多時間裡獨居一屋、借酒澆愁，決定從此不再走出屋外半步。迪克在這段時間多次看望麥克，同時招收新成員組建起「迪克小隊」，行動時以搖滾樂隊作為偽裝身份，演唱當時還未創作出來的1980年代流行音樂，回到當時關閉的燈塔基地作為總部。迪克盡全力拉攏麥克入伍，告知原本犧牲的考森將其意識保存在硬盤中，目前只能靠錄影機的形式現身給予指引。另一邊，長生人的預測者茜比爾同樣倖免，躲在燈塔旁小鎮的供電站，誘使一名電腦工程師幫她打造出機器身體得以自由行動後，自行製出兩架能使用武器的機器人入侵燈塔基地，打算尋回她用來預測未來的時間流硬盤。麥克目睹機器人闖進基地大開殺戒，決定振作而重新擔任局長，指揮迪克小隊摧毀兩架機器人。而茜比爾主體現身發射激光，迪克自願當誘餌引開其注意力後，麥克扔炸彈將茜比爾炸碎。走出陰影的麥克陪迪克去探望10歲時的自己和弟弟魯本，以送禮的方式進行安慰。不久後，和風一號經過時間穿越而抵達，埃琳娜和梅第一時間趕到燈塔跟他們兩人重聚並結識新人，迪克將這二十個月的經歷如實匯報。另一方面，茜比爾靠聲東擊西戰術成功尋回自己的硬盤，帶回給她當時與之聯手的奈森尼爾手中，指引他進行下一步。                                           |             |                                                                   |                    |                                                                |               |                       |
| 131 | 8           | 未來昔日 After, Before                                            | 伊萊·岡達          | 詹姆斯·C·奧利佛 ＆ 莎拉·奧利佛                                 | 2020年7月15日 | 1.38                  |
| 由於時間跳躍引擎在先前襲擊中受損，整架和風一號開始不穩定地進行時間跳躍，而每次飛機停留時間會縮短，持續下去將會在時空奇點中粉碎。埃琳娜身為眾人當中唯一能靠近並停止引擎運作的人，但她至今無法恢復異能，養傷中的黛西提議去找她當時身在來世的母親嘉穎治療。別無選擇之下，埃琳娜和梅定好回飛機的特定時間，隱藏身份蒞臨來世會見年輕時的嘉穎，兩人首先發現一位異人少女蔻拉正在進行艱難的過渡。嘉穎協助埃琳娜進行完生理檢測後發現無異狀，告知她的狀況源於心理障礙，而逐漸增強情緒感受能力的梅認為埃琳娜心裡有邁不過去的坎，而埃琳娜坦白她自責近年來多次衝動行事、引發眾多死傷，尤其童年時的一個無心之舉害死過她的叔叔。然而不久，掌握震波異能的奈森尼爾靠茜比爾的指引找到來世的位置，接納無法適應嘉穎方式的蔻拉，跟她聯手領軍攻佔來世。嘉穎無法勸阻“女兒”蔻拉誤入歧途，被迫跟埃琳娜、梅與年輕的高登用瞬間移動逃出，剩下的居民全部被敵人圍捕。梅分給嘉穎和高登下次會合用的時間手錶後分頭離開，兩人緊急在和風一號快支撐不住時返航。埃琳娜回去時突然意識到是自己選擇“退縮”，因此重新施展能力停止引擎，並從此不再會“回歸原點”。然而一波未平一波又起，重啟診斷中的引擎再次突發失控，將眾人送入未知的時間點。                     |             |                                                                   |                    |                                                                |               |                       |
| 132 | 9           | 始終如一 As I Have Always Been                                    | 伊麗莎白·韓斯翠奇  | 德魯·Z·格林伯格                                                | 2020年7月22日 | 1.28                  |
| 隨著時間跳躍引擎過載，整架和風一號掉進時間風暴中，沉睡在冬眠艙中的黛西在危急關頭清醒，但意識到她已醒來過多次、並重複經歷相同的事情，最後意識到她掉進只有短時間限制的時間輪迴中，但飛機卻會一點一點接近風暴中心直到摧毀。黛西發現充能中的考森身為另一名記得每次輪迴經過的人，他注意到每當黛西一旦在輪迴中死去，她會失去輪迴時的記憶而“重新來過”。因迪克一次將潔瑪的記憶抑制器一事說漏嘴，黛西和考森認為去除抑制器恢復潔瑪的記憶才能得到解救方案，但每次移除過程連續發生離奇意外，造成潔瑪與旁觀者的死亡。隨著多次推測，考森意識到行兇者是伊諾克，其僅服從潔瑪為他編入的「守護抑制器」的指令。然而機上的人即使共同作戰都無法阻擋伊諾克，黛西只能一次又一次另想辦法，這段期間無意間愛上無條件幫助她的蘇薩。靠同伴實施調虎離山計拖延時間，黛西和考森成功移除抑制器得出唯一的解決方案，靠伊諾克的電源機制修復引擎，但移除電源同時會犧牲伊諾克。在最後一次輪迴中，伊諾克自願拔除自己的電源交給潔瑪，讓眾人成功修復引擎而脫離風暴，黛西和考森陪伴伊諾克至生命盡頭，而伊諾克彌留之際告知，這即將是他們神盾局小隊的“最後一場任務”。在來世家園，蔻拉在奈森尼爾的訓練下成功掌握住能力，準備展開下一步。                         |             |                                                                   |                    |                                                                |               |                       |
| 133 | 10          | 掠奪 Stolen                                                       | 蓋瑞·A·布朗        | 劇本創作 ：馬克·萊漢·布魯納 故事構思 ：喬治·基特森 & 馬克·萊納 | 2020年7月29日 | 1.30                  |
| 奈森尼爾召集一大群神盾局仇敵組成強大陣營，還親自招募當時年輕的約翰·蓋瑞特，告知他未來將發生的事情而帶他到來世入伍，展示他造出的能抽取異人之異能並移植給人類的儀器。脫離時間風暴的神盾局全員回到1983年時的燈塔，由當時報考進神盾局學院的迪克小隊成員蘿西負責看管並迎接他們回來。為了拯救來世的居民，全員傳喚嘉穎和高登用瞬間移動抵達，當中只有黛西仍然對母親有著抵促心理。考森自願跟著高登回去來世救援，然而兩人剛轉移至來世內部就遭到預先知道他們前來的奈森尼爾伏擊，高登的異能直接被抽取移植給蓋瑞特，讓他獲得瞬間移動能力、帶著奈森尼爾闖入燈塔基地。奄奄一息的高登以最後的力氣帶考森轉移至房間外後喪生，讓考森與麥克和埃琳娜聯手救出其他被囚禁的年輕異人，同時擊昏帶走“自願留下”的蔻拉。黛西在蘇薩的建議下決定敞開心胸跟母親嘉穎溝通，這次團圓逐漸使黛西洗刷對母親的不好印象，然而奈森尼爾前來道出黛西隱瞞的身世，同時決定當場殺死她，得知自己未來所為的嘉穎救下女兒黛西後被奈森尼爾用震波扭斷頭殺死。梅開槍擊傷奈森尼爾使其逃跑，黛西僅能再次抱著母親遺體痛哭。蓋瑞特抓走潔瑪後跟奈森尼爾駕駛和風一號撤離，而兩人並不知道迪克當時也在飛機上，奈森尼爾對潔瑪表示她必須向他們供出費茲的所在處。                    |             |                                                                   |                    |                                                                |               |                       |
| 134 | 11          | 全新一天 Brand New Day                                            | 基斯·波特          | 克里斯多福·佛雷耶                                              | 2020年8月5日  | 1.25                  |
| 敵人劫走潔瑪並開走和風一號離開大氣層無跡可尋，自願投降的蔻拉聲稱自己願意與神盾局配合，但眾人都認為這是對方設的局。還未從母親喪生的悲痛回過神來的黛西，勉強忍著情緒跟首次見面的姐姐交談，得知我方一舉一動都在茜比爾的預測當中。由於想戰勝敵人必須出奇制勝，黛西、蘇薩和麥克駕駛昆式戰鬥機衝至大氣層外進行太空漂流、節省能源耐心找出和風一號，麥克這段期間識破黛西和蘇薩對彼此的好感，建議對方都無需再隱瞞。奈森尼爾抓獲躲在機上的迪克，以此威脅潔瑪告知費茲的位置，但因無法移除記憶抑制器而決定靠記憶挖掘機，自行進入潔瑪的回憶中找答案。翻閱潔瑪的種種回憶，奈森尼爾仍然找不出想要的資訊而作罷，這也造成潔瑪徹底忘記費茲。蔻拉破壞燈塔的系統防火墻而讓茜比爾入侵進來，嘗試再次向考森一行人提議聯手、搶先殺死葛蘭特·沃德在內的威脅人物。梅希望能改變蔻拉的心意，為她展示被奈森尼爾殺害的母親嘉穎遺體，經不起憤怒的蔻拉開始失去方向，最後跟著蓋瑞特靠瞬間移動回到奈森尼爾身邊。黛西一方搭乘的昆式戰機慢慢靠近和風一號，然而緊接著出現多艘由茜比爾叫來的長生人艦隊，靠茜比爾入侵燈塔時掌握的情報，開炮摧毀位於世界各地、僅除燈塔以外的所有神盾局基地，讓考森一行人陷入孤立無援的窘境。                                  |             |                                                                   |                    |                                                                |               |                       |
| 135 | 12          | 終結在即 The End is at Hand                                       | 克里斯·傑拉米      | 傑佛瑞·貝爾                                                    | 2020年8月12日 | 1.46                  |
| 黛西、蘇薩和麥克成功在無人發現的情況下停靠在和風一號上，但整架飛機隨後進入長生人的母船中，麥克和蘇薩留下來堅守以外，黛西獨自去救潔瑪和迪克。茜比爾將意識上傳至新的身體裡，給潔瑪注射能溶解腦部記憶抑制器的液體，靜待她自動想起費茲藏身之地的回憶，然而這麼做也讓潔瑪的記憶陷入“雜亂無章”的局面。茜比爾刻意讓黛西在無人阻攔的情況下救出潔瑪和迪克，同時監聽三人的對話內容，直到蔻拉擋在她們前面而讓茜比爾錯失良機。迪克和潔瑪成功逃跑回和風一號上，黛西盡自己所能勸降蔻拉，提醒她關於她們母親嘉穎的好的一面。蔻拉最終選擇相信家人而放走黛西，但獨自留下的她也被奈森尼爾關押起來。麥克和蘇薩將他們摧毀的六名長生人衛兵綁在導彈上作為強化手段，炸開機艙門而集體逃出生天。在地球，蓋瑞特回燈塔安裝炸彈時被考森一行人擒獲，奈森尼爾便遺棄他直接引爆，所幸埃琳娜盡可能迅速撤走炸彈，讓眾人免受爆炸波及。三人靠蓋瑞特用瞬間移動，轉移至所有倖存神盾局特工躲藏的加密信號發佈地點：劍魚酒吧；而蓋瑞特剛帶眾人抵達就被年輕的維多莉亞·漢德誤殺。黛西一行人很快趕來匯聚，部分神盾局特工拿出伊諾克留在過去年代時分散託付看管的儀器零件，而潔瑪依照本能將儀器重新拼湊、安置在指定地點，開啟一條傳送門帶回久違的費茲。              |             |                                                                   |                    |                                                                |               |                       |
| 136 | 13          | 為之而戰 What We're Fighting For                                  | 凱文·譚雀羅安      | 傑德·溫登                                                      | 2020年8月12日 | 1.46                  |
| 費茲早先陪潔瑪和伊諾克離開古廟後，花費幾年時間安排好整體佈局，期間還跟潔瑪度過二人世界；當一切安排就緒後，他們按時回到古廟，命令留守的佛林特和派珀保護費茲用來“藏身”的特殊隔離艙，潔瑪則到古廟中救走剛消滅伊賽爾的同伴後穿越至過去。現今，費茲解釋當他透過量子領域隧道穿越時空時，進而形成這條分支時間線，建議返回原始時間線時一併帶走敵軍艦隊，迪克自告奮勇留下來協助同伴返家，受周圍同僚推薦成為該時間線的神盾局新局長。眾人剛與敵軍艦隊回到原始時間線的地球軌道上立刻兵分兩路，埃琳娜、費茲和潔瑪奪回被攻佔的燈塔，黛西一行人回去長生人母船救出蔻拉、擊敗茜比爾、對抗奈森尼爾。梅和蔻拉結合著各自的能力，靠母船連線系統成功將地球上所有長生人重新編程為“盟友”。黛西靠反彈能量炸毀母船，奈森尼爾和茜比爾伴隨著艦隊葬身火海，受困太空的黛西被救回飛機上，蔻拉及時為她灌輸生命力救醒她。使命達成的費茲和潔瑪立刻回古廟打開隔離艙，跟他們的女兒艾莉亞團圓。一年後，這支小隊各奔東西，費茲和潔瑪退休成家立業，梅在以考森命名的神盾局學院教導新生，麥克繼續領導神盾局，埃琳娜擔任多國臥底特務，黛西陪蔻拉和蘇薩共同雲遊宇宙，考森得到升級過的蘿拉跑車周遊世界；即便天各一方，全員約定每年固定在框架模擬酒吧中相聚一次。 |             |                                                                   |                    |                                                                |               |                       |

## 收視
| 總集數 | 集數 | 標題                   | 播出日期      | 收視／份額 （18–49歲） | 收視 （百萬） | DVR （18–49歲） | DVR收視 （百萬） | 加總 （18–49歲） | 總收視 （百萬） |
| ------ | ---- | ---------------------- | ------------- | ---------------------- | ------------- | --------------- | ---------------- | ---------------- | --------------- |
| 124    | 1    | 新政（The New Deal）               | 2020年5月27日 | 0.3                    | 1.82          | 0.3             | 1.15             | 0.6              | 2.97            |
| 125    | 2    | 自知之明（Know Your Onions）           | 2020年6月3日  | 0.3                    | 1.50          | 0.3             | 1.03             | 0.6              | 2.53            |
| 126    | 3    | 來自未來的外星共黨（Alien Commies from the Future!） | 2020年6月10日 | 0.3                    | 1.57          | 0.3             | 1.09             | 0.6              | 2.66            |
| 127    | 4    | 如釋重負（Out of the Past）           | 2020年6月17日 | 0.3                    | 1.40          | 0.3             | 1.07             | 0.6              | 2.47            |
| 128    | 5    | 牛奶裡的鱒魚（A Trout in the Milk）       | 2020年6月24日 | 0.2                    | 1.37          | 0.3             | 1.05             | 0.5              | 2.42            |
| 129    | 6    | 適者生存（Adapt or Die）           | 2020年7月1日  | 0.3                    | 1.32          | 0.3             | 1.06             | 0.6              | 2.38            |
| 130    | 7    | 哼哈二將歷險記（The Totally Excellent Adventures of Mack and The D）     | 2020年7月8日  | 0.3                    | 1.39          | 0.3             | 1.05             | 0.6              | 2.44            |
| 131    | 8    | 未來昔日（After, Before）           | 2020年7月15日 | 0.3                    | 1.38          | 0.3             | 1.08             | 0.6              | 2.46            |
| 132    | 9    | 始終如一（As I Have Always Been）           | 2020年7月22日 | 0.3                    | 1.28          | 0.3             | 1.07             | 0.6              | 2.35            |
| 133    | 10   | 掠奪（Stolen）               | 2020年7月29日 | 0.3                    | 1.30          | 0.3             | 1.01             | 0.6              | 2.32            |
| 134    | 11   | 全新一天（Brand New Day）           | 2020年8月5日  | 0.3                    | 1.25          | 0.3             | 1.09             | 0.6              | 2.34            |
| 135    | 12   | 終結在即（The End is at Hand）           | 2020年8月12日 | 0.3                    | 1.46          | 0.3             | 1.00             | 0.6              | 2.46            |
| 136    | 13   | 為之而戰（What We're Fighting For）           | 2020年8月12日 | 0.3                    | 1.46          | 0.3             | 1.00             | 0.6              | 2.46            |

## 備註
1. ↑  演員僅在最後三集中以特別客串形式掛名。
2. ↑  在漫威電影《復仇者聯盟：終局之戰》出現過相似原理。

## 外部連結
- 官方网站（英文）
- 《《神盾局特工》》各集列表 来自互联网电影数据库
- 製作公司官方網站 （页面存档备份，存于）（英文）